# Nihonmatsu
Nihonmatsu (二本松市, Nihonmatsu-shi) est une ville japonaise située dans la préfecture de Fukushima.

## Géographie

### Situation
Nihonmatsu est située dans le nord de la préfecture de Fukushima, entre les villes de Fukushima et Kōriyama.

### Municipalités limitrophes
| Inawashiro, Kōriyama | Fukushima  | Kawamata           |
| Ōtama                | Nihonmatsu | Motomiya, Katsurao |
| Motomiya             | Miharu     | Tamura             |

### Démographie
En avril 2022, la population de la ville de Nihonmatsu était de 52 546 habitants répartis sur une superficie de 344,42 km2.

### Hydrographie
Nihonmatsu est traversée par le fleuve Abukuma.

## Histoire
Le territoire de la municipalité faisait partie de l'ancienne province de Mutsu. La ville s'est développée à l'époque d'Edo en tant que jōkamachi du domaine de Nihonmatsu.
Le bourg moderne de Nihonmatsu a été créé le 1er avril 1889. Il obtient le statut de ville le 1er octobre 1958.

## Culture locale et patrimoine
- Château de Nihonmatsu
- Ruines du château d'Obama

## Transports
Nihonmatsu est desservie par la ligne principale Tōhoku de la JR East. La gare de Nihonmatsu est la principale gare de la ville.  

## Jumelage
Nihonmatsu est jumelée avec :
- Hanover (États-Unis),
- Xian de Jingshan (Chine).

## Personnalités liées à la municipalité
- Chieko Takamura (1886-1938), poétesse japonaise.
- Yoshio Kodama (1911-1984) né à Nihonmatsu, figure importante du crime organisé au Japon.